# Brachymastax
Brachymastax is een geslacht van rechtvleugeligen uit de familie Eumastacidae. De wetenschappelijke naam van dit geslacht is voor het eerst geldig gepubliceerd in 1939 door Ramme.

## Soorten
Het geslacht Brachymastax  is monotypisch en omvat slechts de volgende soort:
- Brachymastax afghanus (Ramme, 1939)